# 洪吉善
洪 吉善（ホン・ギルソン、朝鮮語: 홍길선、1904年5月10日または7月1日 - 1980年8月8日）は、日本統治時代の朝鮮および大韓民国の実業家、政治家、ジャーナリスト。制憲・第2・4・5代韓国国会議員。本貫は南陽洪氏。

## 経歴
京畿道水原郡（現・水原市）出身。水原三一学校、培材中学校を経て、武蔵野音楽学校（現・武蔵野音楽大学）卒。1929年より水原醸造株式会社社長、水原新豊公立国民学校・水原梅香女子中学校・水原公立女子中学校後援会長、水原金融組合長、水原酒造組合理事長、マンジョンウォン専務理事、東亜日報社水原支局長、水原商工株式会社専務理事、朝鮮少年団水原郡連合会委員長、水原消防署長、水原商工会議所副会頭を歴任し、1939年に水原邑会議員に当選した。解放後は1946年に水原商工会議所創立準備委員会会長となり、商工会議所の復旧を主導し第2・3代会頭を務めた。その後は社団法人達成学院理事長、大同青年団水原郡団長、大韓青年団水原市郡団部団長、民主党京畿道党委員長・中央党務委員・政策委員を務めた。1948年の初代総選挙で大同青年団の候補として当選した後、民主国民党、民主党から合計4回当選した。1960年に民主党内旧派同志会に参加し、その後新民党に参加した。1961年の5・16軍事クーデターで議員を失職した後、政界を引退してカナダへ移住した。1980年8月8日に死去した。

## エピソード
民主党内の対自由党闘争の闘士と評価される。